# The Best of... The Great American Songbook
The Best of... The Great American Songbook é a décima segunda compilação do cantor Rod Stewart, lançada a 1 de fevereiro de 2011.

## Faixas
1. "Long Ago and Far Away" — 3:12
2. "Someone to Watch Over Me" — 3:32
3. "They Can't Take That Away from Me" — 3:26
4. "Beyond the Sea" — 3:26
5. "You'll Never Know" — 3:24
6. "Time After Time" — 2:58
7. "I Can't Get Started" — 3:22
8. "The Way You Look Tonight" — 3:50
9. "Bye Bye Blackbird" — 4:11
10. "These Foolish Things" — 3:48
11. "But Not for Me" — 3:21
12. "What a Wonderful World" — 4:29
13. "My Foolish Heart" — 3:40
14. "I'll Be Seeing You" — 3:51

## Desempenho nas paradas musicais
| Parada musical (2011)          | Posições |
| ------------------------------ | -------- |
| Estados Unidos - Billboard 200 | 49       |